# انتخابات الرئاسة الغابونية 2009
انتخابات الرئاسة الغابونية 2009 هي الانتخابات الرئاسية التي جرت في 30 أغسطس 2009، لانتخاب رئيس الغابون، فاز بالانتخابات علي بونغو أونديمبا.

## المرشحين
| المرشح             | الحزب | عدد الأصوات |
| ------------------ | ----- | ----------- |
| علي بونغو أونديمبا |       |             |